# Referendum costituzionale in Siria del 2012
Il referendum costituzionale tenutosi in Siria il 26 febbraio 2012, con l'affermazione delle risposte positive (89,42%), ha permesso l'emanazione della nuova costituzione siriana. Tale consultazione ha avuto luogo durante la guerra civile siriana e i risultati non sono stati verificati da osservatori internazionali indipendenti.

## Provvedimenti previsti

### Partiti politici
La nuova costituzione elimina l'articolo 8 che definisce che "Il Partito Ba'th Arabo Socialista guida lo Stato e la società". Permette quindi la nascita di altri partiti che però non possono essere basati su criteri etnici, religiosi, regionali o tribali. Tuttavia ogni nuovo partito politico deve ottenere l'approvazione del governo prima della sua formazione.

### Presidenza della Repubblica
Le elezioni presidenziali hanno luogo ogni 7 anni. Le condizioni richieste per presentare la candidatura sono:
1. Il candidato deve essere musulmano.
2. Il candidato deve avere l'appoggio di almeno 35 membri del parlamento.
3. Il candidato deve avere almeno 40 anni.
4. Il candidato deve aver vissuto in Siria per 10 anni prima dell'elezione.
5. Il candidato deve essere siriano di nascita, come entrambi i suoi genitori.
6. Il candidato non deve essere sposato con una non-siriana.

### Economia
La Siria non seguirà più il modello di pianificazione economica socialista e si focalizzerà sullo sviluppo dell'economia pubblica e privata in modo da sostenere la produzione nazionale, creare lavoro e alzare il benessere sociale. La nuova costituzione sottolinea come le nuove politiche economiche siano orientate allo sviluppo e alla tutela di consumatori e produttori. Viene riconosciuta la proprietà privata, espropriabile solo in caso di conflitto o disastri naturali.

### Religione e cultura
La nuova costituzione mantiene il riconoscimento della pluralità religiosa siriana in cui lo Stato rispetta e protegge tutte le religioni. Principale fonte del diritto è la giurisprudenza islamica.

### Diritti civili
La costituzione vieta ogni discriminazione di sesso, origine, religione e linguaggio. L'unità nazionale e il servizio militare sono considerati un "sacro dovere" e la libertà individuale un "sacro diritto".

## Campagna elettorale
Gli organi di stampa hanno dato largo risalto alla modifica della costituzione e alla consultazione referendaria, vista come una concessione del governo verso l'opposizione.
Il principale organo d'opposizione, il Consiglio nazionale siriano, con sede in Turchia, definendo il referendum "una farsa" ha chiamato al boicottaggio.

## Svolgimento della consultazione
A causa dei combattimenti in corso in molte province del paese, l'organizzazione dei seggi e l'esercizio del voto sono stati ostacolati soprattutto nelle città di Homs, Hama, Daraa e nella provincia di Idlib.
Alle ore 12.00 il Ministro degli Interni annuncia all'agenzia di stampa SANA che "l'affluenza è alta ad eccezione di alcune aree dove l'esercizio del voto è ostacolato dalle intimidazioni di gruppi armati". In particolare il ministro segnala la partecipazione a Damasco come "eccezionale".
Il giornale canadese Global News segnala una forte affluenza al voto nelle aree dove è più alta la presenza di forze di sicurezza, mentre un forte boicottaggio nelle aree dove si sono svolte le maggiori dimostrazioni antigovernative. Segno probabile di pressioni sugli elettori in entrambe le direzioni.

## Risultati
|                      |    | Voti      | %      |
| RISPOSTA AFFERMATIVA | SÌ | 7.490.319 | 89,42% |
| -------------------- | -- | --------- | ------ |
| RISPOSTA NEGATIVA    | NO | 753.208   | 8,99%  |
| bianche/nulle        |    | 132.920   |        |
| Totale voti validi   |    | 8.376.447 | 100%   |

L'affluenza alle urne è del 57,4%. Il 27 febbraio 2012 il presidente siriano Bashar al-Assad firma l'entrata in vigore della nuova costituzione.